# Amoria (Gastropoda)
Amoria is een geslacht van middelgrote predator-zeeslakken die behoren tot de familie Volutidae. De wetenschappelijke naam van het geslacht werd voor het eerst geldig gepubliceerd in 1855 door Gray.

## Distributie
Amoria zijn te vinden zowel in zee als in de ondiepe kustwateren langs het hele kustgebied van Australië. Verschillende soorten zwemmen naar de kustwateren ten zuiden van Indonesië. De gebieden met de hoogste diversiteit zijn in de interdidale en ondiepe sublitorale watergebieden aan de noordwestkant van Australië, gevolgd door de subtidale watergebieden rond het Great Barrier Reef in Queensland. 

## Schelpbeschrijving
Amoria hebben een kleine, gladde, min of meer conische protoconch, een stevige zeer glanzend, spoelvormige schelp en een langwerpige opening met 4 verschillende, meer of minder ontwikkelde columellaire plooien. De suturen (= naalden) zijn wat hard. Het kleurpatroon van het geslacht Amoria is variabel, de basiskleur is wit, geel of roze met wisselende gradaties van bruine axiale lijnen die een patroon vormen over de basiskleur. Axiale lijnen kunnen vrij of netvormig zijn om een tent patroon te vormen.
De grootste soort Amoria hunteri bereikt een lengte van meer dan 200 mm. De kleinste soort is waarschijnlijk Amoria dampieria en is dikwijls rond de 20 mm.

## Biologie
Amoria zijn nachtdieren en rovers van andere zeeslakken en tweekleppigen. Zij bewonen over het algemeen gebieden met een goed gesorteerde grof zand.

## Fossiele geschiedenis
De eerste Amoria verschenen in het Eoceen en in het late Mioceen in Victoria. Op grond van anatomische kenmerken, ligt Amoria dicht bij het geslacht Cymbiola.  Ze stammen af van Cymbiola in het Tertiair. Cymbiola zijn verwant aan soorten die leefden in het Tethysoceaan op het Indonesische eiland Java tijdens het late Mioceen.

## Taxonomie
Het geslacht omvat 30 soorten. Hieronder volgt een lijst van soorten van dit geslacht:
| - Amoria benthalis McMichael, 1964 - Amoria canaliculata (McCoy, 1869) - Amoria chaneyi Morrison, 2012 - Amoria damonii Gray, 1864 - Amoria dampieria Weaver, 1960 - Amoria diamantina Wilson, 1972 - Amoria ellioti (G.B. Sowerby II, 1864) - Amoria exoptanda (Reeve, 1849) - Amoria grayi Ludbrook, 1953 - Amoria guttata McMichael, 1964 - Amoria hansenae Morrison, 2012 - Amoria hunteri (Iredale, 1931) - Amoria jamrachi (Gray, 1864) - Amoria jansae van Pel & Moolenbeek, 2010 - Amoria lineola Bail & Limpus, 2009 | - Amoria macandrewi (G.B. Sowerby III, 1887) - Amoria maculata (Swainson, 1822) - Amoria molleri (Iredale, 1936) - Amoria necopinata Darragh, 1983 - Amoria praetexta (Reeve, 1849) - Amoria rinkensi Poppe, 1986 - Amoria ryosukei Habe, 1975 - Amoria simoneae Bail & Limpus, 2003 - Amoria spenceriana (Gatliff, 1908) - Amoria subfossilis Bail & Limpus, 2011 - Amoria turneri (Gray in Griffith & Pidgeon, 1834) - Amoria undulata (Lamarck, 1804) - Amoria volva (Gmelin, 1791) - Amoria weldensis Bail & Limpus, 2001 - Amoria zebra (Leach, 1814) |